# Weg der Verenigde Naties (Groningen)

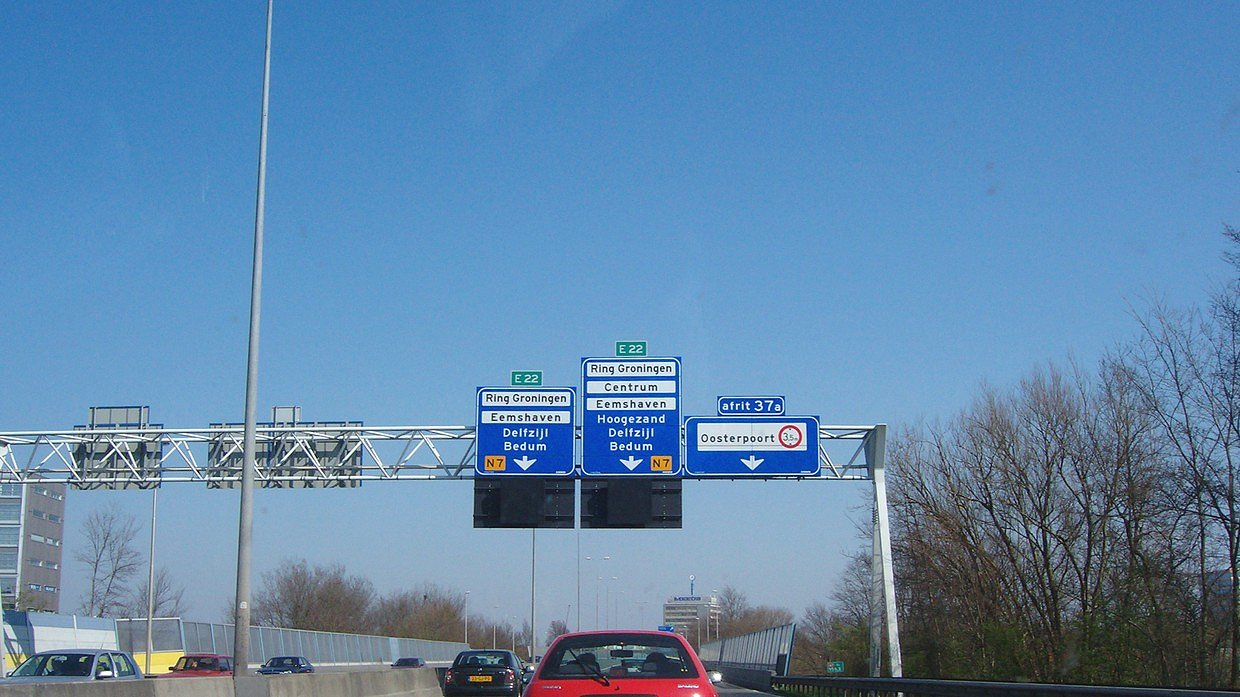
De Weg der Verenigde Naties

De Weg der Verenigde Naties of Zuidelijke Ringweg is een onderdeel van de ringweg rond Groningen en tevens deel van Rijksweg 7.
De weg is zo’n twaalf kilometer lang en loopt ongeveer van de wijk Hoogkerk naar de wijk Euvelgunne. De weg is belangrijk voor de verkeersstromen tussen de stad en de rest van Nederland maar ook voor het passerende autoverkeer.
In het stad-Groninger 'Structuurplan' van 1960-1962 werd deze weg ingetekend als een rondweg. Het Sterrebos werd daarop in 1964 deels gekapt voor en in tweeën gesplitst door deze weg.

## Aanpak Ring Zuid
Rond het jaar 2000 bleek steeds vaker dat de weg een te lage capaciteit had voor de toenmalige en voorziene verkeersstromen. Daarom werd besloten tot een aanpassing. In 2009 werd in het kader van deze heraanleg van de zuidelijke ringweg besloten tot het gedeeltelijk terugbrengen van de situatie van vóór 1964 en het Sterrebos deels te herstellen en uit te breiden tot een park. Dit zou mogelijk worden door de ringweg hier verdiept aan te leggen. In 2017 is begonnen met het verdiept aanleggen van de hoofdrijbaan vanaf het Julianaplein tot aan het Europaplein die met drie overkappingen ("deksels") is afgedekt. Bovendien is het knooppunt Julianaplein ongelijkvloers gemaakt, evenals de aansluiting op de Westelijke Ringweg. 1 september 2024 is de nieuwe zuidelijke ringweg geopend.